# Украинское общество глухих
Украинское общество глухих (укр. Українське товариство глухих, УТОГ) — всеукраинская общественная организация людей с полной или значительной потерей слуха.
Была создана в УССР (СССР) в 1933 году. Является членом Всемирной федерации глухих (ВФГ). Организация представляет интересы неслышащих граждан Украины во всех органах власти.
За значительный вклад в решение проблем реабилитации глухих в 1963 году Общество награждено Дипломом Всемирной федерации глухих, а в 1983 году — Почётной грамотой Президиума Верховного Совета УССР.

## Структура Украинского общества глухих
- Центральное правление УТОГ
- Крымская автономно-республиканская, Киевская городская и 23 областные организации УТОГ.
- 130 территориальных организаций УТОГ.
- 34 культурных учреждения УТОГ и их филиалы
- 38 учебно-производственных и производственных предприятий УТОГ
- Культурный центр УТОГ
- Учебно-восстановительный центр УТОГ
- Редакция газеты «Наше життя»
- Реабилитационный центр «Берёзка»
- Реабилитационный центр «Одиссей»